# 野田恵美須神社
野田恵美須神社（のだえびすじんじゃ）は、大阪市福島区にある神社である。（大阪府宗教法人名簿、鳥居、畧記では単に「恵美須神社」の表記であるが、普通は「野田恵美須神社」と呼ばれている。）

## 社史
この神社がいつ創建されたかは記録が残っていないため不明だが、神社に保存されている「御影石」の建石には「ゑみすのみえ」と刻まれ、その側面には「永久三乙未年三月」と刻まれているため1115年が推定される。平安時代前は現在の野田の地形とは大きく異なり、この地域には「難波八十島」という島が点在していたのではないかと言われている。そのような島も淀川の堆積土砂によって段々と島が陸地化していったのではないかと思われ、平安時代末期には本格的な開発が開始され、この地域は半農業、半漁業の集落が形成されていったと思われている。当社の「エビスの大神」も漁民の守り神として信仰されていたと考えられる。

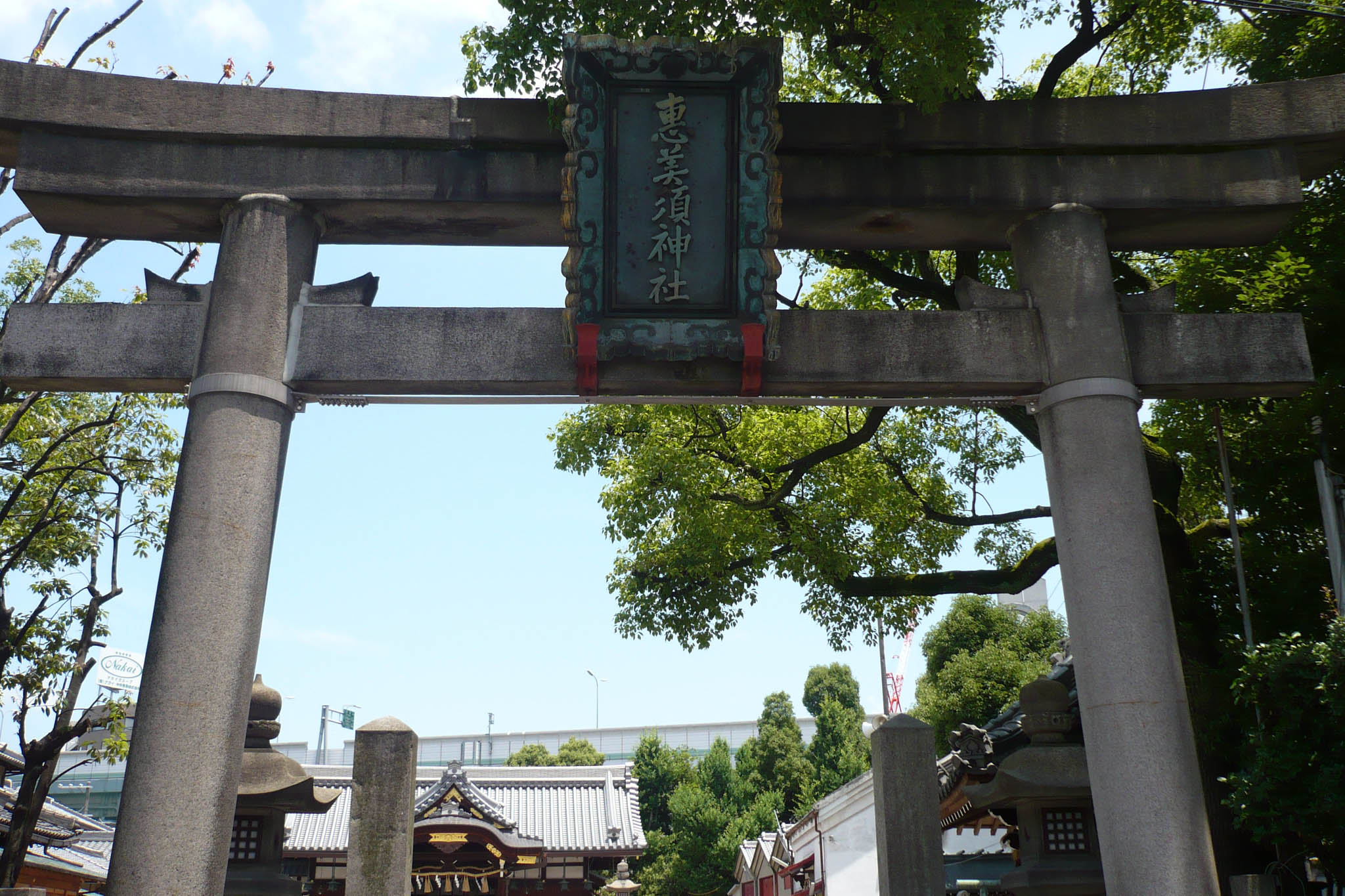
恵美須神社の鳥居

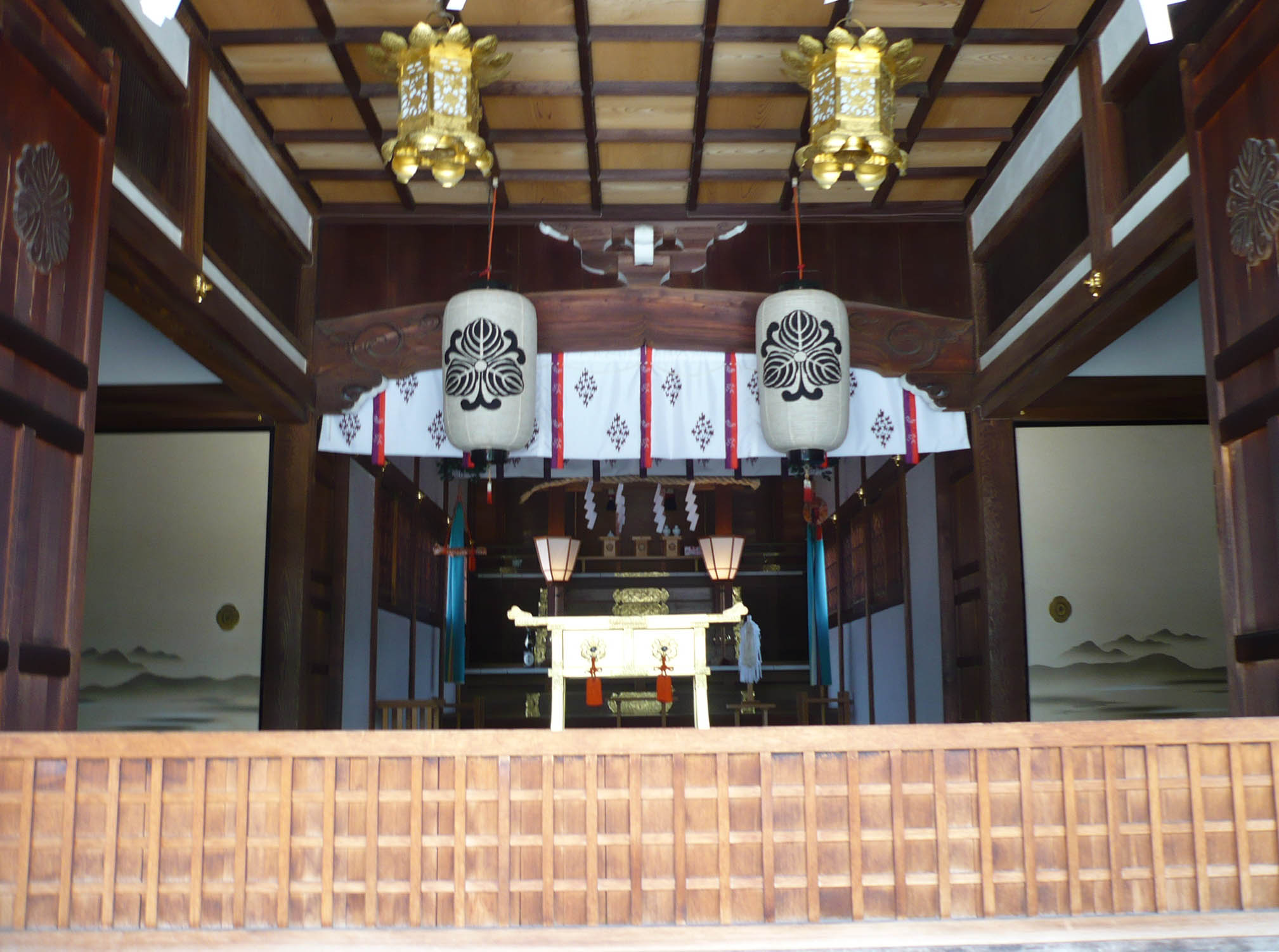
本殿内部

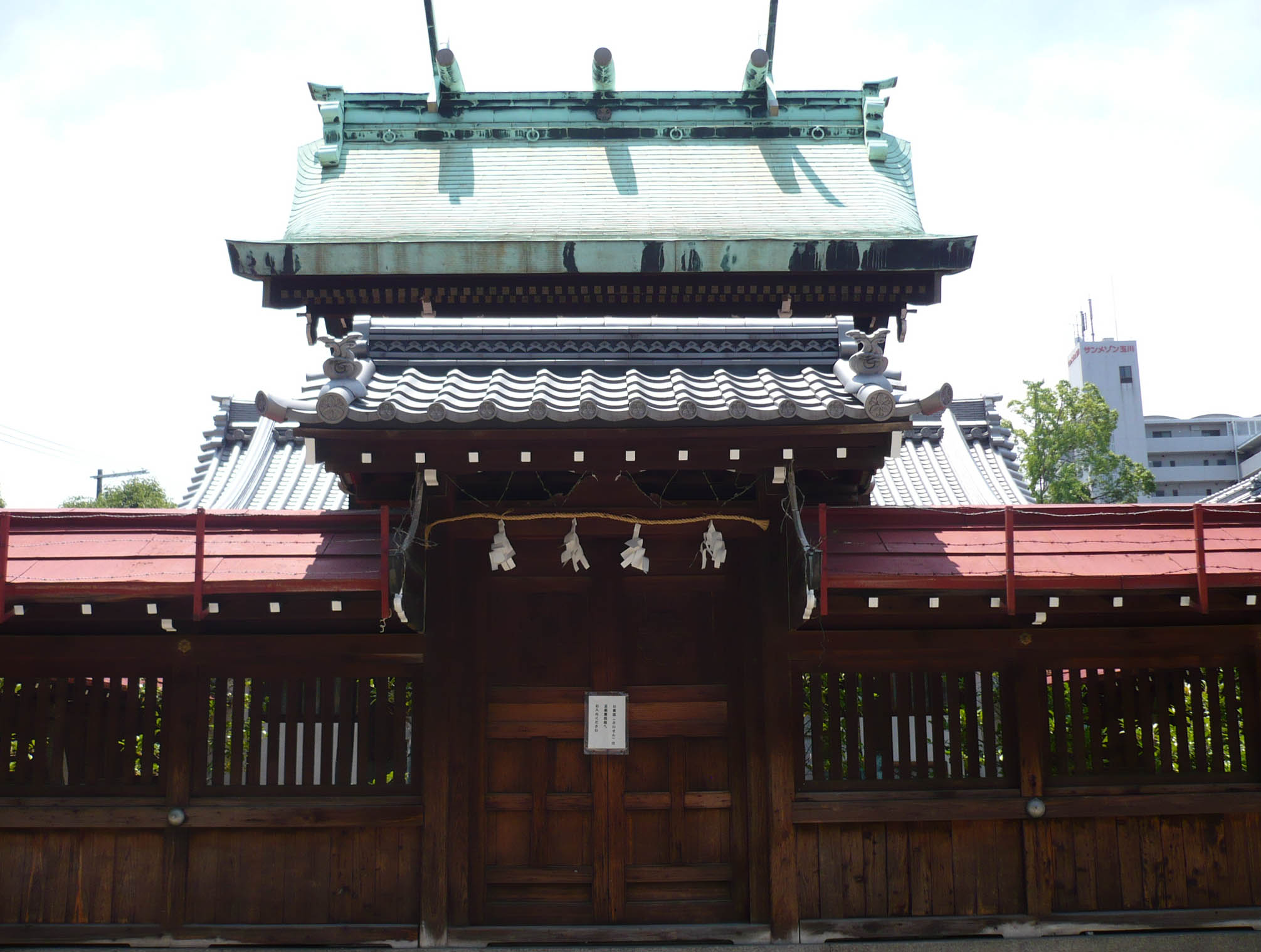
本殿裏側

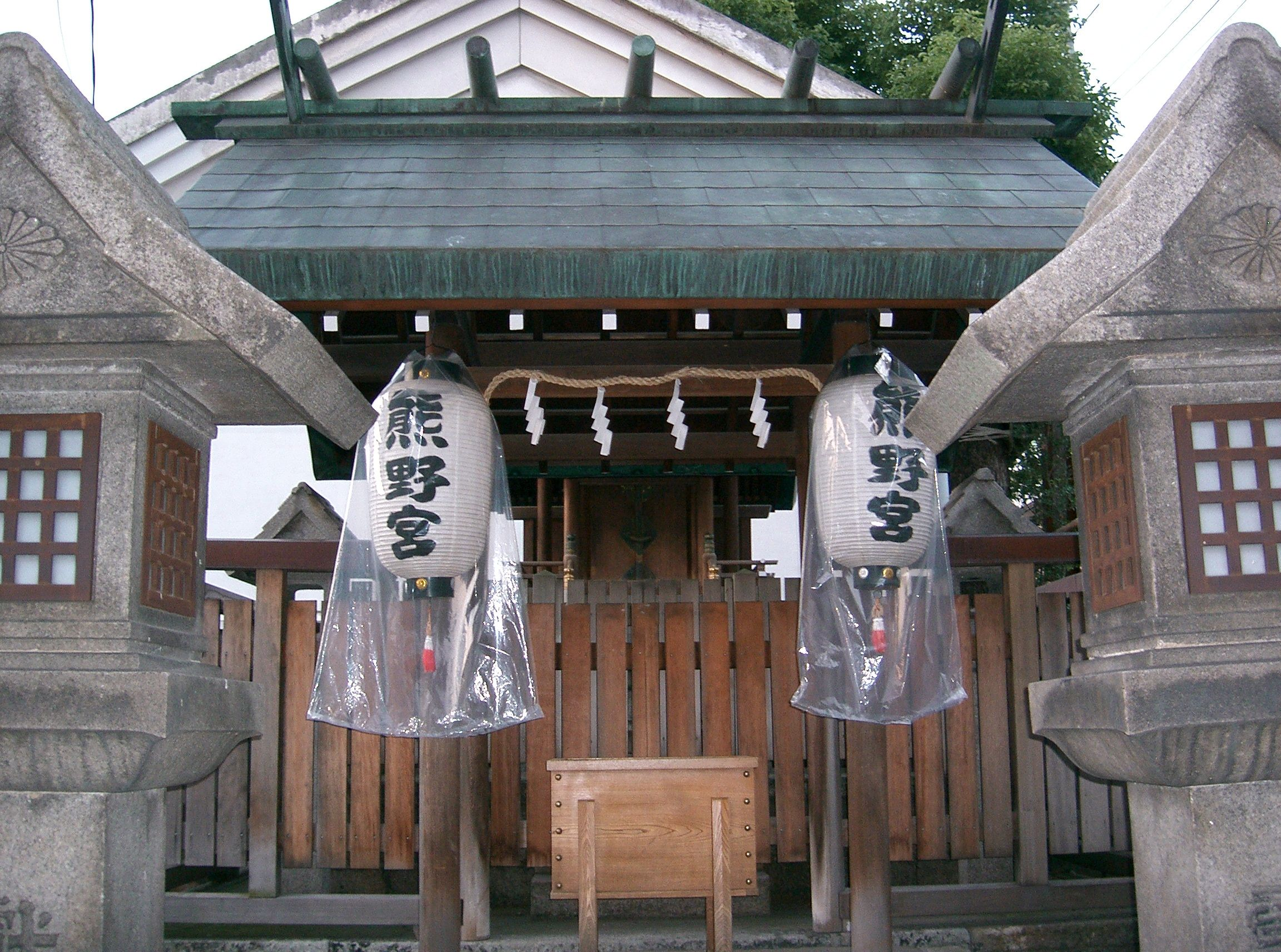
熊野宮

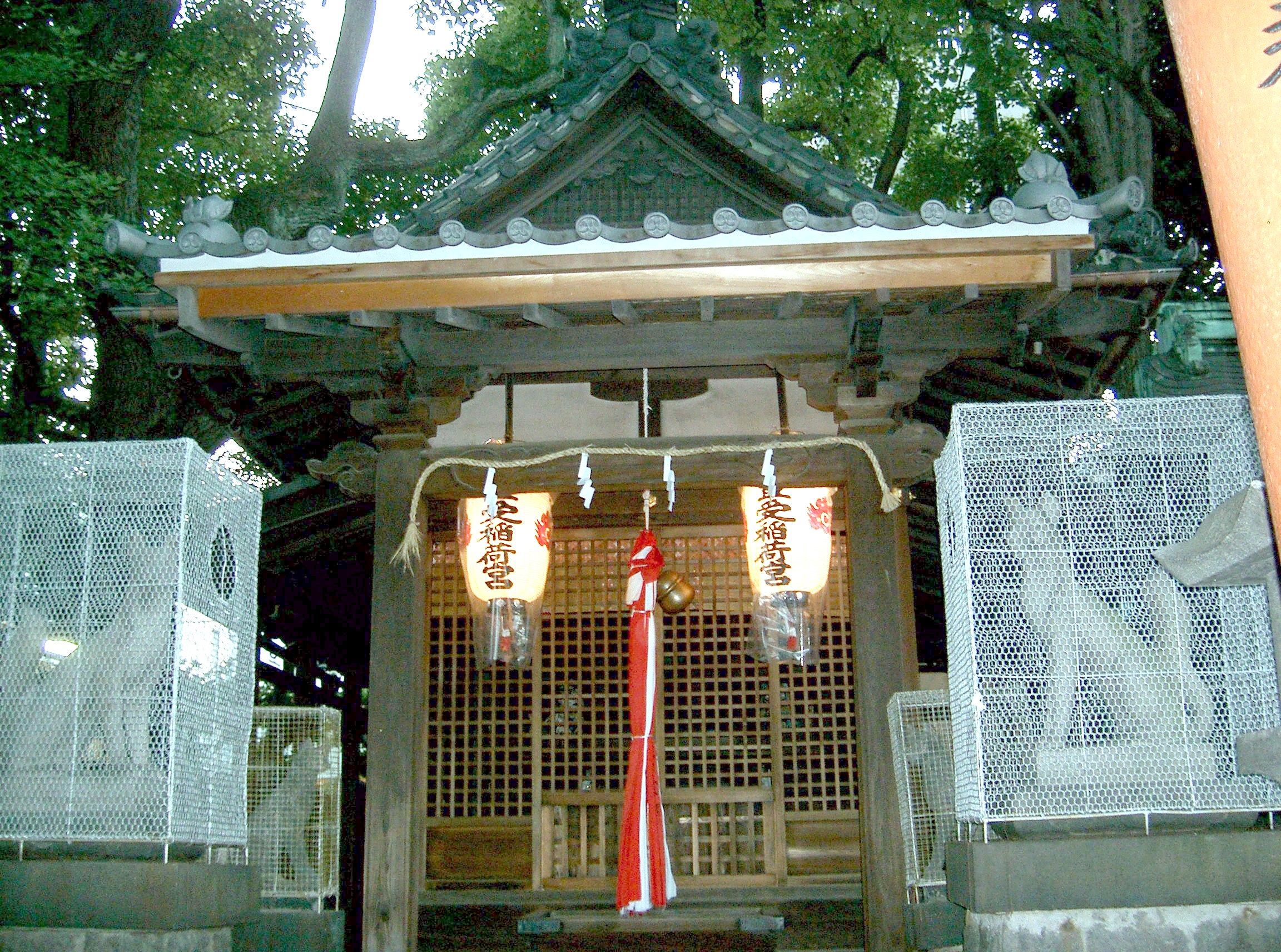
稲荷宮

### 野田城と恵美須神社
戦国時代にこの周辺に野田城という城郭が築かれ、当社も城郭の一部に取り込まれたのではないかと思われている。安土桃山時代になると織田信長と三好三人衆と間で野田・福島の戦いが繰り広げられ戦乱の地となる。そのような中、当社も野田城の守護神、武士たちの信仰の対象ともなったようである。

## 境内末社
- 熊野神社
- 稲荷神社
- 金刀比羅神社

## 祭日
- 歳旦祭 - 1月1日
- 宝之市大祭 - 1月9日・10日・11日
- 節分祭 - 2月3日（4日）
- 夏祭 - 7月19日・20日
- 秋祭 - 10月9日・10日
- 御火焚祭 - 12月10日
- 月次祭 - 毎月1日・15日
- 献湯神事 - 毎月1日

## 交通アクセス
- 電車でのアクセス
  - 大阪メトロ千日前線　玉川駅　→　徒歩約5分
  - JR　大阪環状線　野田駅　→　徒歩約7分
- 車でのアクセス
  - 阪神高速道路　3号神戸線　海老江IC　→　国道2号　→　大阪府道29号
  - 境内に駐車場無し、玉川駅周辺にコインパーキング有